# L'Enfer en bouteille
L'Enfer en bouteille (瓶詰の地獄, Bindzume no jigoku) est un seinen manga de type ero guro de Suehiro Maruo prépublié dans le magazine Comic Beam puis publié en 2012 par Enterbrain. La version française est éditée par Casterman dans la collection Sakka en 2014.
L'histoire titre est adaptée de la nouvelle du même nom de Kyūsaku Yumeno, publiée en 1928.

## Publication
| no | Japonais       | Japonais          | Français        | Français          |
| no | Date de sortie | ISBN              | Date de sortie  | ISBN              |
| --- | -------------- | ----------------- | --------------- | ----------------- |
| 1 | 25 juin 2012   | 978-4-04-728142-4 | 22 janvier 2014 | 978-2-203-08143-7 |
| Liste des chapitres : - L'Enfer en bouteille (瓶詰の地獄, Bindzume no jigoku) - La Tentation de saint Antoine (聖アントワーヌの誘惑, Hijiri antowānu no yūwaku) - Les Gâteaux de riz de la fortune (黄金餅, Kogane mochi) - Pauvre grande sœur (かわいそうな姉, Kawaisōna ane) |                |                   |                 |                   |

## Réception
Le manga reçoit des critiques globalement positives lors de sa sortie en France. BoDoï considère qu'« en quatre nouvelles d'un raffinement graphique absolument phénoménal, l'artiste libère la virtuosité de ses compositions à l'encre noire, d'une finesse incroyable, au service de récits cruels et exaltés ». Pour Planetebd.com, « on ressent une sorte de fascination à la lecture, tant parce que les récits sont intéressants que parce l'esthétisme des dessins et la tension ambiante exercent une attraction forte ». BDzoom.com juge que « loin des images dérangeantes ayant fait sa renommée, Suehiro Maruo nous entraîne dans un monde fait de contradictions, d'interdits et même de trahison (...) représentation crue de différents récits empruntés à la littérature classique qu'il met en image avec une justesse à la fois surannée et tellement moderne ».

## Distinctions
Le manga est retenu en sélection officielle du Festival d'Angoulême 2015.

### Édition japonaise
Enterbrain
1. 1 2  (ja) « Tome 1 »

### Édition française
Casterman
1. 1 2  (fr) « Tome 1 »